# Młynki (powiat tczewski)
Młynki – osada kociewska w Polsce położona w województwie pomorskim, w powiecie tczewskim, w gminie Tczew.
W latach 1975–1998 miejscowość administracyjnie należała do województwa gdańskiego.
W 2007 roku osadę zamieszkiwało około 12 osób. Znajduje się tam budynek Lasów Państwowych – leśniczówka "Leśnictwa Swarożyn". Osada położona nad jeziorem Młyńskim (stąd też nazwa osady), które w roku 2004 zostało na stałe osuszone. 
Inne miejscowości o nazwie Młynki: Młynki